# 明石海峡大橋

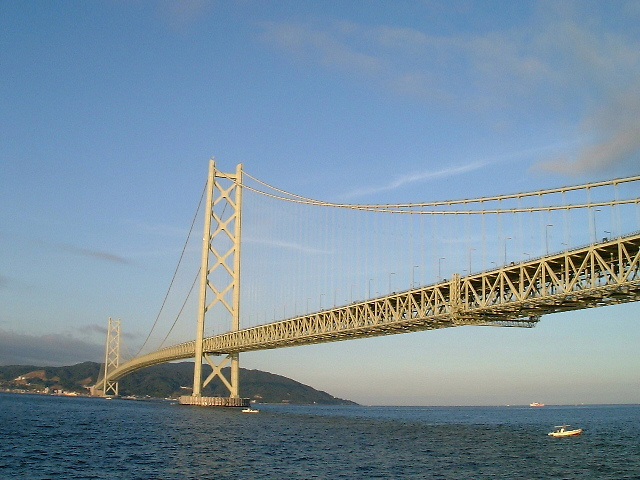
舞子側より見る。

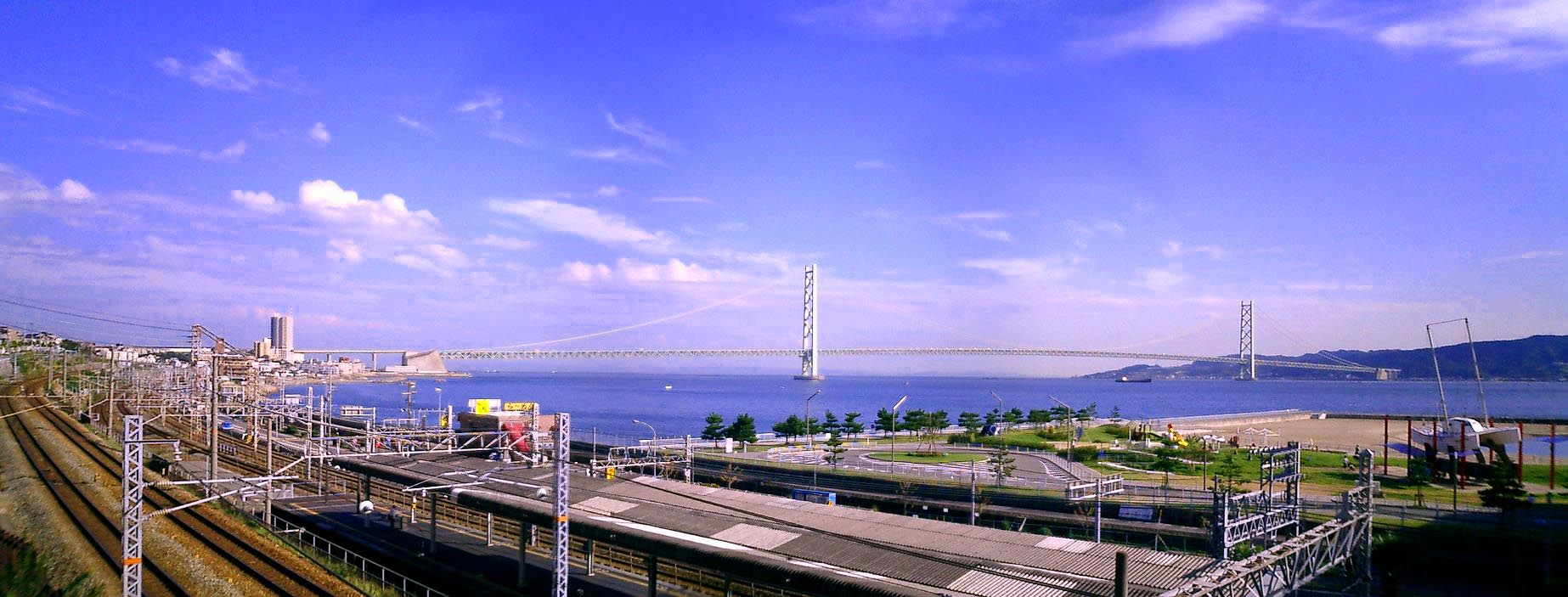
大蔵海岸より見る。

明石海峡大橋（あかしかいきょうおおはし）は、兵庫県神戸市垂水区東舞子町と淡路市岩屋とを結ぶ明石海峡を横断して架けられた吊橋。全長3,911メートル、中央支間1,991メートルである。反対側の淡路と徳島を結ぶ線には大鳴門橋がある。本州と四国を結ぶ3本の本州四国連絡橋（本四架橋）ルートの一つ「神戸淡路鳴門自動車道」の一部として供用されている。

## 概要
1998年（平成10年）4月5日に供用が開始された。建設費は約5,000億円。
全長3,911メートル、中央支間1,991メートルで日本最長の吊り橋である。1998年の開業から2022年3月18日にトルコのチャナッカレ1915橋（主要支間長2,023メートル）に抜かれるまでは世界最長の吊橋であり、「ギネス世界記録」に認定・掲載された。
なお、建設当初は全長3,910メートル、中央支間1,990メートルであったが、1995年（平成7年）の兵庫県南部地震（阪神・淡路大震災）による地盤のずれが発生し、図らずも全長が1メートル伸張することとなった。
兵庫県が一般公募して決定したパールブリッジの愛称がある。管理者であるJB本四高速（本州四国連絡高速道路株式会社）では使用はないが、観光協会や本橋の写真（とくに夜景）を扱ったページなどでは「まさに愛称の「パールブリッジ」の名にふさわしく…」などと使用が見受けられる。省略して明石大橋と呼ばれることもあり、高速道路上の案内標識等でも同略称が使われていることがあるが（第二神明道路下り線等）、明石大橋は明石市の明石川を国道2号が渡る橋として本橋よりも先に存在する。
淡路島内のみならず、本州と四国を結ぶ3本の本州四国連絡橋（本四架橋）ルートの一つ「神戸淡路鳴門自動車道」として供用されており、交通量も本四架橋の橋の中では最も多く、四国と近畿、更には本州の各大都市間を結ぶ交通の要衝となっている。
2014年（平成26年）4月から「新たな高速道路料金」が導入されたことにより本四道路は全国路線網に編入され、垂水IC-淡路IC間の普通車の通行料金はETC車900円、現金車2,370円となった。
設計速度は時速100キロメートルだが、通常時の最高速度は80キロメートル、最低速度は50キロメートルに規制されている。

## 構造
- 構造形式 : 3径間2ヒンジ補剛トラス吊橋[18]
- 着工: 1988年（昭和63年）5月
- 閉合: 1996年（平成8年）9月
- 供用: 1998年（平成10年）4月5日[18]
- 主塔高: 298.3 m（海面上）
- 中央径間: 1,991 m（2022年3月まで世界最長だった。）
- 全長: 3,911 m
- 床板: 鋼床板。中央分離帯部分はグレーチング床板
- 勾配: 3%

### 下部工

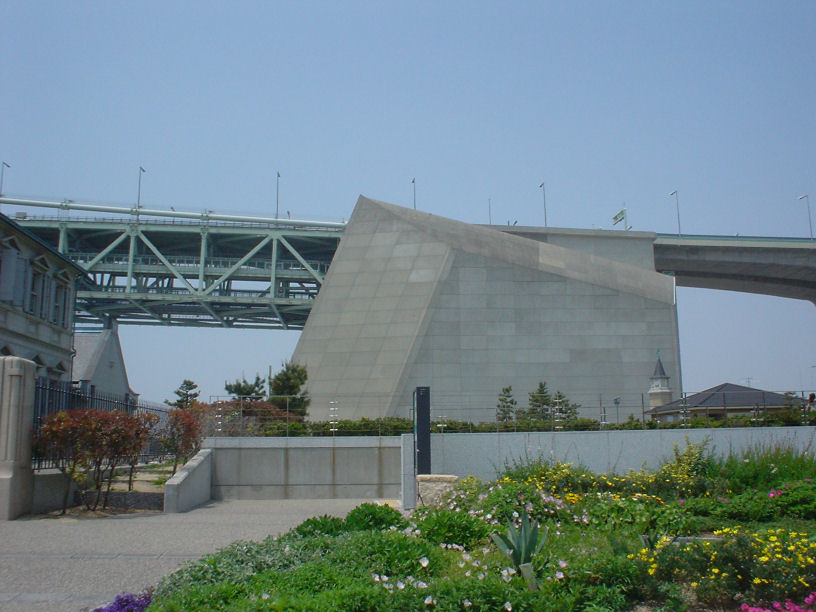
アンカレイジ

主塔（神戸側"2P"、淡路島側"3P"）の基礎は海面下50m以上の大水深であることから、瀬戸大橋架設の際技術開発した設置ケーソン基礎工法とし、潮流が速いことから、形状は円形とした。2Pの建設位置は岩盤が水面下90m以上の位置にしかないため、その上にある砂礫層の明石層上に基礎を置いている。基礎周りの洗掘（潮流が基礎に当たって発生する渦が海底をえぐる現象）対策として、基礎周囲に約1トン分の小石をネット製の袋に詰めた「フィルターユニット」と呼ばれるものと、1トン以上の石を10mの厚さで敷き詰めている。
アンカレイジ（神戸側"1A"、淡路島側"4A"）の基礎は、1Aが直径85m・深さ63.5mの地下連続壁工、4Aが直接基礎である。
当初の道路・鉄道併用橋の計画では、アンカレイジを海中に置かなければならなかったため神戸側の地盤条件の悪さが問題だった（アンカレイジは橋脚に比べて強固な地盤上に建設する必要がある）。

### 主塔
橋を吊るワイヤーを支える主塔は2基で、高さは海面上298.3 mあり、日本では東京スカイツリー(634.0 m)、東京タワー(332.6 m)、麻布台ヒルズ森JPタワー(325.0m)、あべのハルカス（300.0 m）に次ぐ高さで、横浜ランドマークタワー（296.3 m、海抜は300 mで同じ高さとなる）の高さを超える構造物である。主塔が高いため、地球の丸みの影響を受けて2基の主塔の先端間の距離はわずかに開いており、中央支間長（1,991 m）よりも更に93ミリメートル長くなっている。

### ケーブル

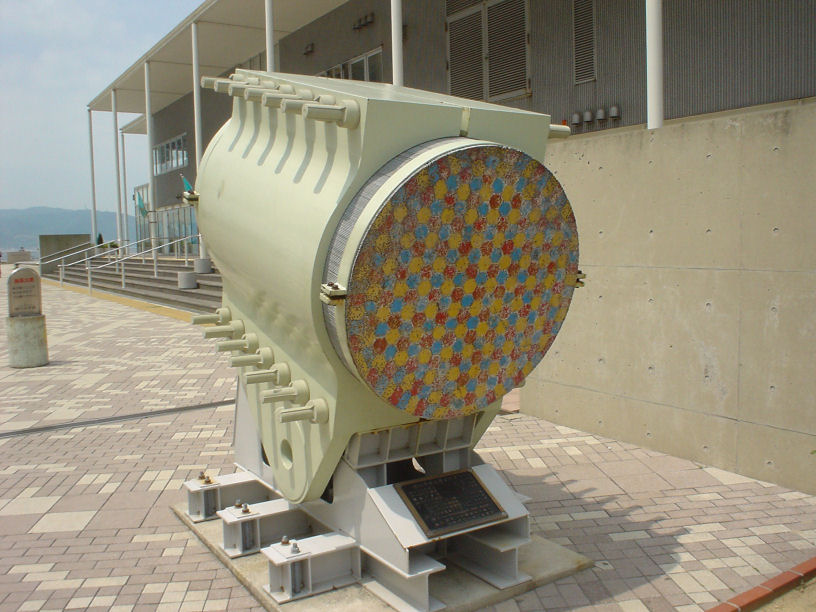
ケーブル実物の部分展示

吊橋の命であるメインケーブルは片側1本で計2本、1本につき290本のストランド（正6角形に束ねられたワイヤー）で構成されている。そのストランドは127本のワイヤー（高強度亜鉛めっき鋼製）で構成され、ケーブル1本の合計で36,830本のワイヤーを使用していることになる。この橋のために、直径5.23 mmで引張り強度は1mm2あたり180 kgのワイヤーが新たに開発された。1本のケーブルの直径は112.2 cmになり、約6万トンの荷重を支える。風雨から保護し、腐食（錆び）を防止するため、表面をゴムで覆い、さらに内部に脱塩、乾燥した空気を常時送風している。ケーブル架設の第一歩であるパイロットロープ（ポリアラミド繊維製）の渡海には、世界で初めてヘリコプター(東邦航空)が使用された。メインケーブルを構成するワイヤー1本1本をつなぎ合わせた時の合計距離は約30万km（地球を7周半に相当）にも及ぶ。

## 歴史

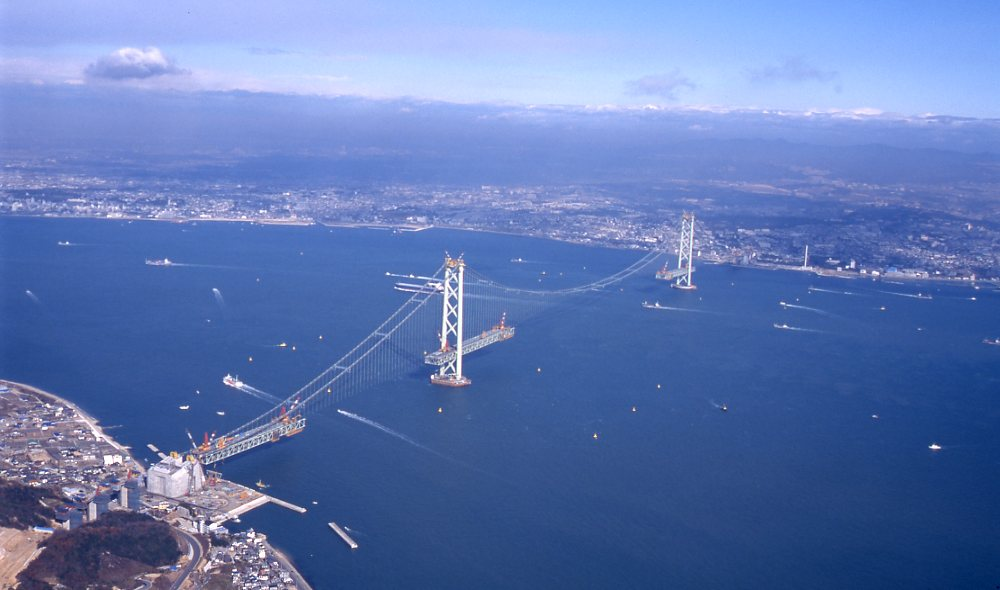
建設当時の明石海峡大橋。

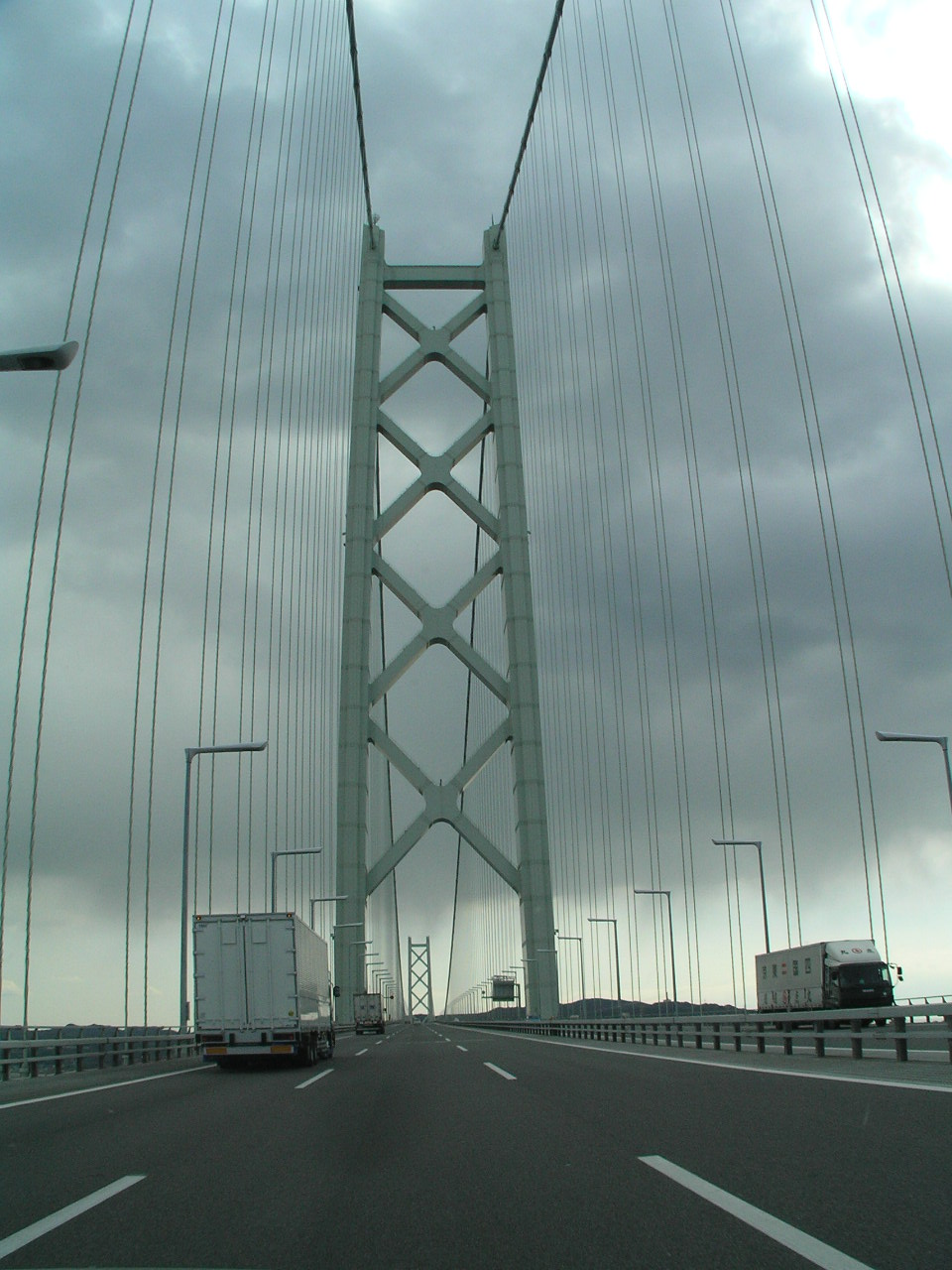
橋上より見る。

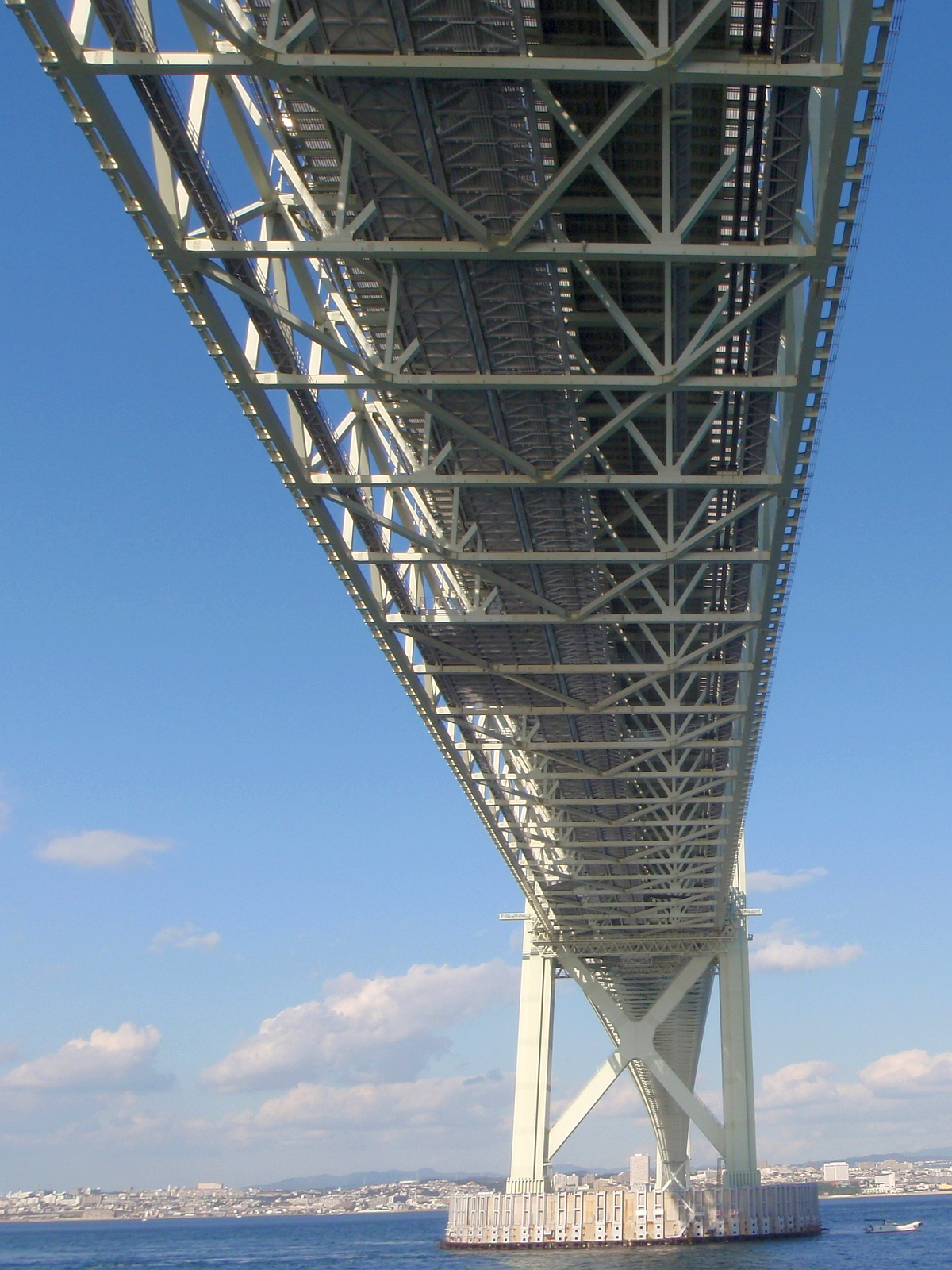
補剛桁の底面。

架橋の構想は第二次世界大戦前からあったが、技術的な問題および軍事上の理由（大型軍艦が明石海峡を航行できなくなるため）から具体化には至らなかった。
1970年（昭和45年）に本州四国連絡橋公団が設立され、本州と四国をつなぐ本州四国連絡橋のひとつとして、神戸・鳴門ルートの明石海峡に約5000億円（当時）の建設費を投じて1998年（平成10年）に完成した。当初、中央径間長1,780 mの道路・鉄道併用橋とする計画であったが、建設費用や後述の地盤条件などの問題から1985年（昭和60年）8月27日に道路単独橋とする方針に変更され、基礎の位置および上部構造の見直しが行われ、全長3,910 m、中央支間長1,990 mとキリの良い数字の長さの吊橋として計画された。
ところが、工事期間中のケーブルを敷設した時点でもあった1995年（平成7年）1月17日に兵庫県南部地震（阪神・淡路大震災）が発生し、地殻変動によって地盤が1 mずれたことにより、橋の全長が自然に1m伸びてしまった。建設中の地震発生にも耐え、幸いにも工事継続に何も問題はなかったため、そのまま橋の工事は進められ、当初計画よりも1 m長い橋が完成している。着工から竣工に至るまでの施工における事故死者はいなかった。

### 年表
- 1945年（昭和20年）12月9日 - 播淡連絡汽船せきれい丸が明石海峡で沈没し、死者304名の惨事となった（せきれい丸沈没事故）。これ以降、地元で架橋運動が盛り上がった[25]。
- 1955年（昭和30年）4月 - 国鉄が本四淡路（Aルート）の調査を開始する。
- 1955年（昭和30年）5月11日 - 瀬戸内海を航行する宇高連絡船の紫雲丸が沈没し、修学旅行中の児童など死者168名の惨事となった（紫雲丸事故）。この事故により本州四国連絡橋建設の機運を一気に高めた[25]。
- 1959年（昭和34年）4月 - 建設省が道路部分の調査を開始する。
- 1969年（昭和44年）5月 - 新全国総合開発計画が策定される。
- 1970年（昭和45年）7月 - 本州四国連絡橋公団が設立される。
- 1973年（昭和48年）
  - 8月 - 運輸省は、本四架橋の鉄道について、神戸-鳴門ルートは旅客用の新幹線、児島-坂出ルートは貨物用の在来線とし将来的には新幹線用の併設も可能とする方針とした。[26]
  - 10月 - 工事実施計画が認可される。（神戸-鳴門ルートの鉄道は新幹線とされた。）
  - 11月 - 四国新幹線を含む新幹線の基本計画区間が決定される[27]。
  - 11月 - 3ルｰト同時着工の予定だったが、オイルショックによる総需要抑制策の一環として、着工延期。
- 1975年（昭和50年）8月 - 1ルート3橋（児島-坂出ルート、大鳴門橋、因島大橋、大三島橋）のみ凍結解除とされ、明石海峡大橋は対象からはずれる。
- 1978年（昭和53年）9月 - 建設省、運輸省、国土庁は、大鳴門橋を鉄道併用橋から道路単独橋に変更する方針を固める[28]。
- 1979年（昭和54年）7月 - 武市恭信徳島県知事が、明石海峡大橋について「徳島県としては鉄道併用橋より道路単独の方がいいと思う」と「方向転換」した[29]。
- 1981年（昭和56年）6月 - 建設省、運輸省、国土庁で協議のうえ、建設省は、本州四国連絡橋公団に対し、道路単独橋の可能性について調査を指示する[30]。
- 1982年（昭和57年）7月 - 臨時行政調査会第三次答申で「進行中の大規模プロジェクト（青函トンネル、本州四国連絡鉄道）については、完成時点において分割会社（国鉄）の経営を圧迫しないよう国は措置する。」とされる[31]。
- 1983年（昭和58年）
  - 3月 - 臨時行政調査会第五次（最終）答申で本四架橋を1ルート4橋（伯方・大島大橋を加えた）にとどめるよう求め、政府も答申を最大限尊重すると閣議決定した。
  - 8月 - 国鉄再建監理委員会の緊急提言で「国鉄以外の事業主体が行う国鉄関係の設備投資についても、国鉄における設備投資抑制の趣旨を踏まえて徹底した見直しを行い、工事規模の抑制及び工事費の節減に努めるべきである。」とされる[32]。
- 1984年（昭和59年）10月 - 明石・鳴門架橋促進議員連盟（原健三郎会長）が、政府に対し明石海峡大橋を道路単独橋として早期着工するよう求めた要望を決議[33]。
- 1985年（昭和60年）
  - 8月 - 国土庁長官、運輸大臣、建設大臣により、明石海峡大橋を道路単独橋とする方針が合意される。
  - 12月 - 明石海峡大橋の事業化が決定する。
- 1986年（昭和61年）4月26日 - 起工式が行われる。
- 1988年（昭和63年）5月 - 現地工事に着手する。
- 1989年（平成元年）
  - 3月 - 2P鋼ケーソンを設置する。
  - 6月 - 3Pケーソンを設置する。
- 1990年（平成2年）
  - 1月 - 4A基礎工を開始する。
  - 3月 - 1A基礎工を開始する。
- 1992年（平成4年）
  - 4月 - 2P主塔の架設を開始する。
  - 6月 - 3P主塔の架設を開始する。
  - 9月 - 1A基礎工が完了する。
  - 12月 - 4A基礎工が完了する。
- 1993年（平成5年）
  - 1月 - 2P主塔の架設が完了する。
  - 4月 - 3P主塔の架設が完了する。
  - 11月 - パイロットロープを渡海。
- 1994年（平成6年）
  - 6月 - ストランド架設を開始する。
  - 11月 - ストランド架設が完了する。
- 1995年（平成7年）
  - 1月17日 - 兵庫県南部地震（阪神・淡路大震災）が発生し、全長が約1 m伸びる。
  - 6月 - 補剛桁の架設を開始する。
- 1996年（平成8年）9月18日 - 補剛桁が閉合される[34]。
- 1998年（平成10年）
  - 3月21日、22日 - 「ブリッジウオーク」等の記念イベントが開催される[35]。
  - 4月5日 - 供用を開始する。
- 2009年（平成21年）7月5日 - 通行車両が1億台を突破した[36]。
- 2021年（令和3年）
  - 2月20日 - 同橋梁から約15m下の作業用通路で死亡事故が生起した[注 1]。
  - 2月21日 - タクシーの男性乗客が同橋梁上で同車両を停車させ飛降事件が生起する[注 2]。

## 兵庫県南部地震の影響
メインケーブルストランドの張り渡しが終わった段階だった1995年（平成7年）1月17日、橋のほぼ直下で兵庫県南部地震（阪神・淡路大震災）が発生した。この地震による橋梁構造物の損傷はなかったが、地盤が変位したことで中央径間が約0.8 m、淡路島側の側径間が0.3 mそれぞれ拡がった。このほか、神戸側橋台が0.13 m上方へ、神戸側橋脚が0.09 m上方へ、淡路島側橋脚が0.19 m下方へ、淡路島側橋台が0.22m上方へ移動した。

## ライトアップ

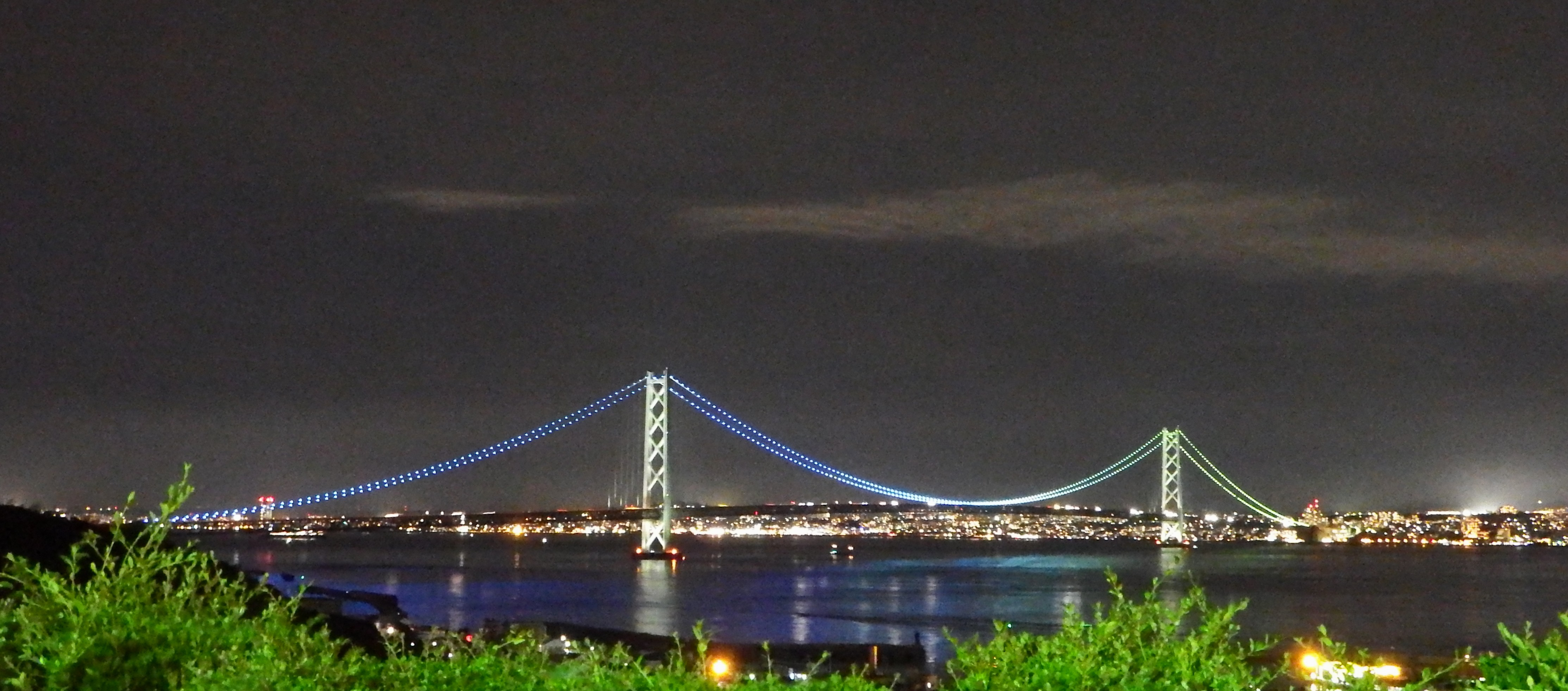
夜景（2017年6月17日撮影） 淡路サービスエリア

明石海峡大橋のケーブルには光の三原色のイルミネーションランプが1084組取り付けられており、季節や日時に応じて彩りを変えている（照明デザイン担当は石井幹子）。ライトアップは平日が日没から23時まで、土・日・祝日が日没から24時までである。橋が日本標準時子午線近くにあることから、毎正時と毎半時にも各5分間、時報パターンの点灯を行っている。
ライトアップの彩色
- 平日：春季は緑、夏季は青、秋季は赤、冬季は黄。
- 休日：緑と青。
- 時報パターン（正時）：虹色。
- 時報パターン（毎30分）：誕生石をイメージした色。
- 地元や国民的行事のイベントに合わせた色でライトアップされることもある。
  - 2002年（平成14年） FIFAワールドカップ開催を記念して青色（日本代表チーム勝利時には上部赤色、下部白色）。
  - 2003年（平成15年） 阪神タイガースのリーグ優勝を記念して縞模様。また、2005年（平成17年）のリーグ優勝では、縞模様に加えて毎30分に上部赤色、下部白色のパターン。
- 阪神・淡路大震災発生日の1月17日は、鎮魂の願いを込めた白一色となる（時報はなし）。

## 付帯施設

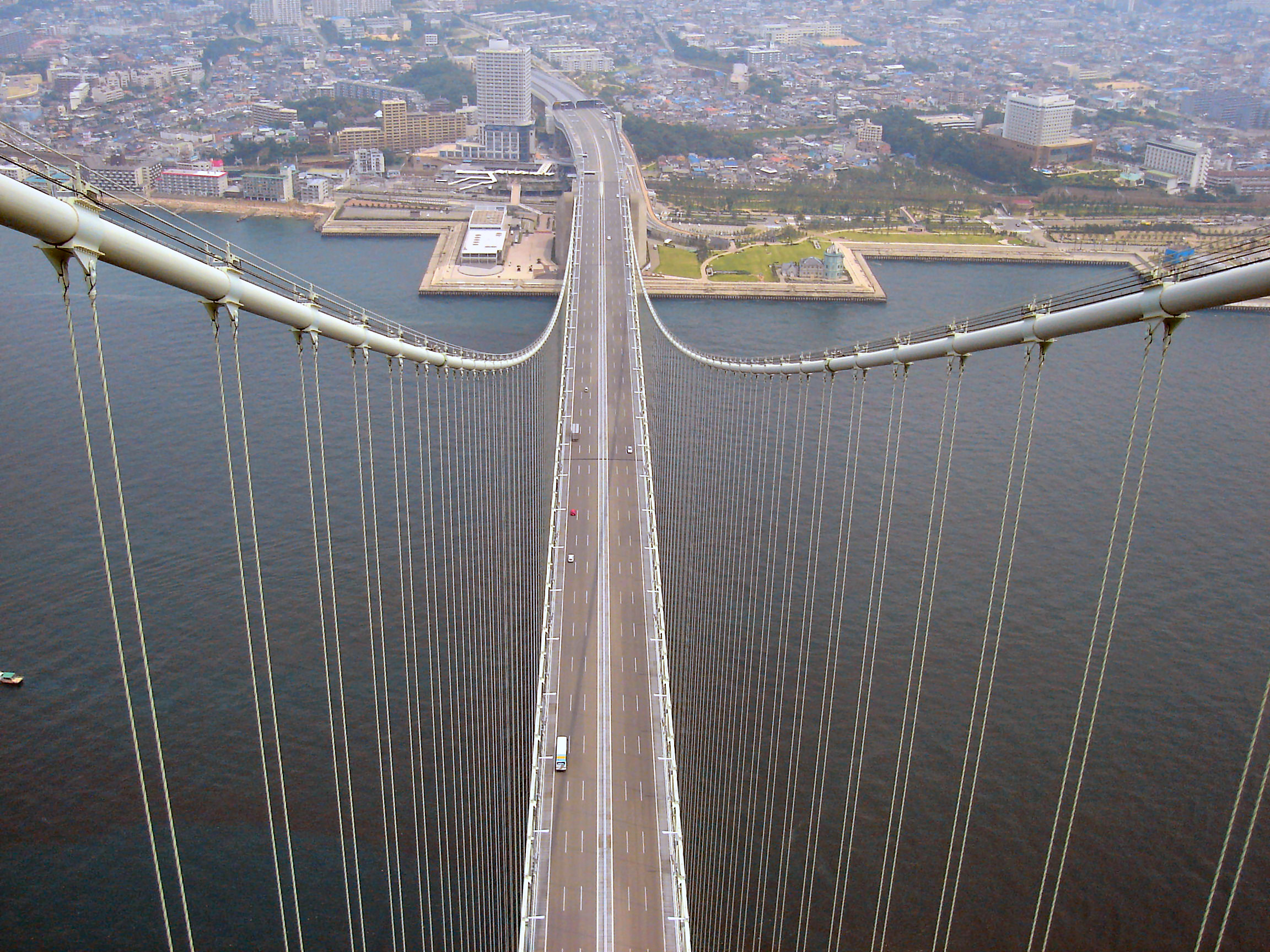
塔頂より舞子を望む。

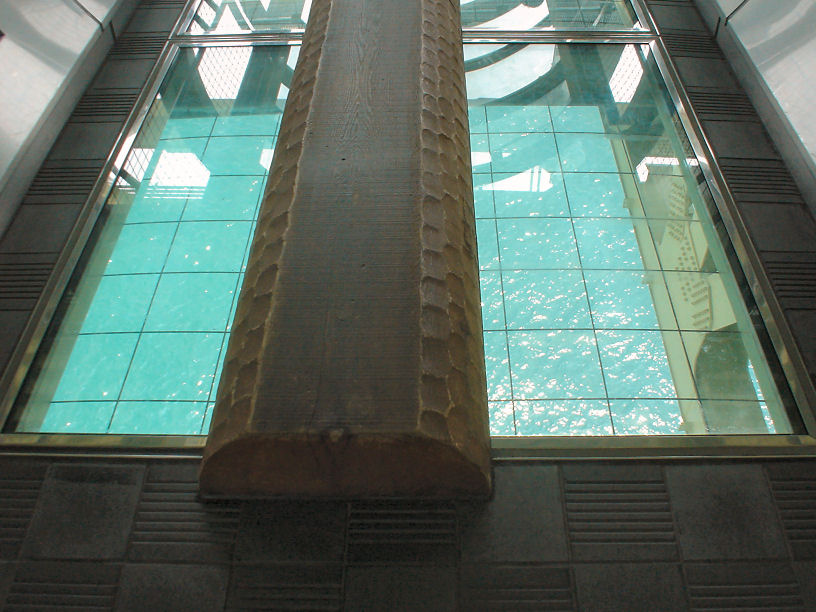
橋上のプロムナードより海面を望む。

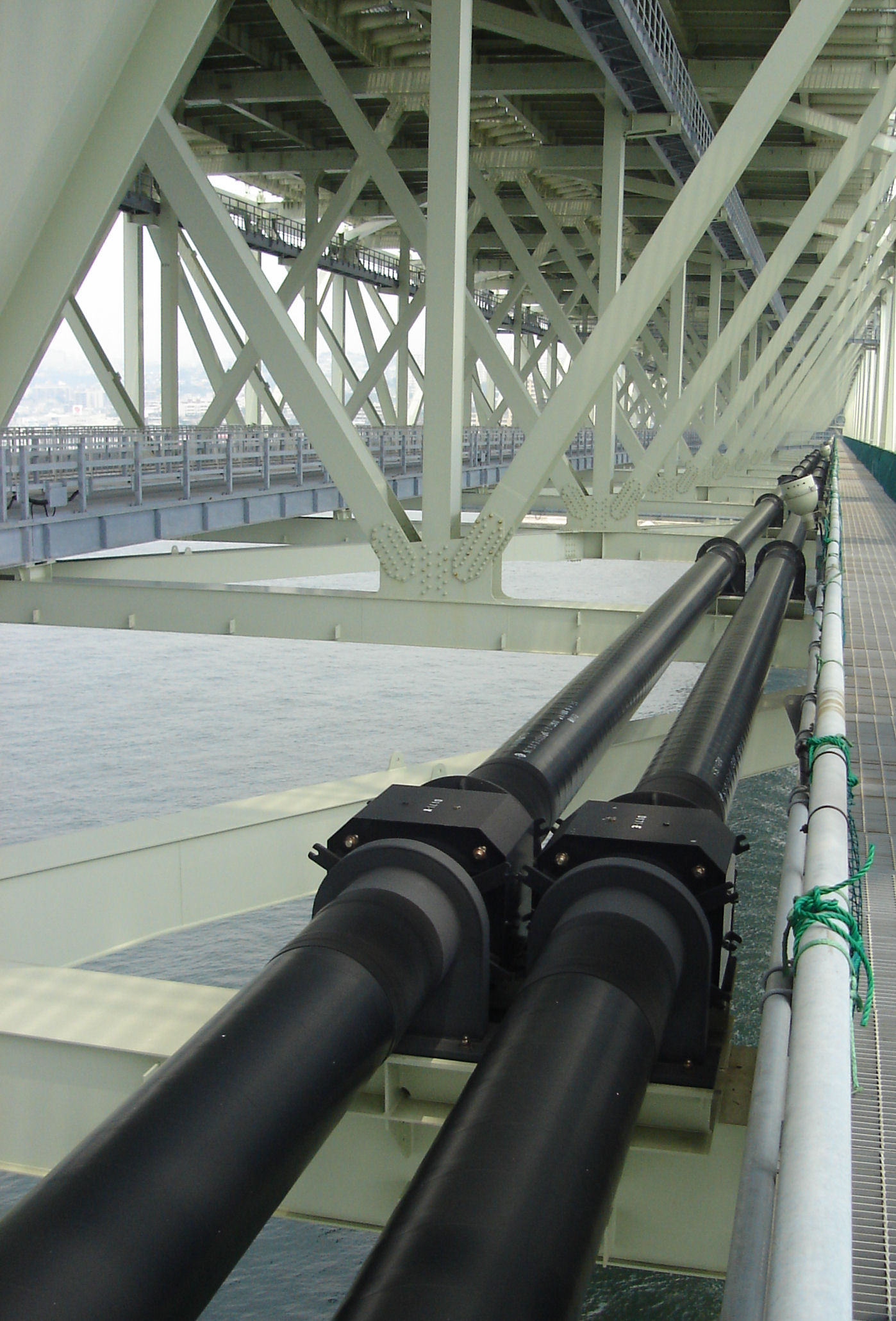
水道管。

神戸側の橋桁内に舞子海上プロムナードという遊歩道、展望台が設けられている。橋台（アンカーレイジ）内のエレベータで上り海面からの高さ47mへ上がり、そこから海側約150mまで行ける。途中、床が透明になっている部分もあり、直接海面を望める。
同じく神戸側の陸上に橋の科学館が開設されており、明石海峡大橋を中心に橋についての技術的、歴史的展示を行なっている。頭上には風洞実験に用いた1/100サイズの模型も展示されている。また、土産として、ケーブルの素線の実物サンプルが販売されている。また、一般では通常入れない管理通路や主塔の頂上に登る、ブリッジワールドという行事も予約制（期間・人数限定）で行なわれている。

## 架橋の影響
明石海峡大橋開通で、本州・淡路または本州・四国間が陸続きになったことで、様々な利点が生じた。
たとえば、朝に採れた徳島県産の農水産物を「安定的」に関西方面へ出荷できるようになった（特に、徳島県の地鶏である阿波尾鶏の出荷量は、開通以前よりも倍増している）。徳島県を始め、四国産の農水産物は関西の市場で大きなシェアを占めるようになった。
ライフラインの面では、明石海峡大橋の桁の内部には大口径の水道管、高圧送電線、大容量の通信用ケーブルなどが収納されている。これまで、淡路島は慢性的な水不足に悩まされていたが、水道管が設けられ水の安定供給が実現した。

### 交通への影響
明石海峡大橋開通を機に本州から四国への移動の流れは、一気に道路交通主体にシフトした。
航路
南海電気鉄道グループの航路（南海フェリー、南海淡路ライン）は、船舶主体から道路交通主体となった影響を大きく受けており、泉佐野港（当初は深日港）と淡路島津名港（当初は炬口港）を結んでいた南海淡路ライン（旧大阪湾フェリー）は、乗客減少と燃料高騰の影響から、2007年（平成19年）1月に休止へと追い込まれている。また和歌山港 - 徳島港（当初は小松島港）の南海フェリーも苦戦を強いられ、高速艇は2002年（平成14年）に廃止され、残ったカーフェリーも減便傾向にある。一方、大橋開通までは15往復あった東神戸（1999年以降は神戸新港第三突堤） - 高松東港の航路は、2019年現在はジャンボフェリーが4往復のみ運行している。さらに神戸・阪神地区発着の淡路島方面へのフェリー（大橋開通日をもって廃止となった淡路フェリーボート：須磨港、のちにハーバーランド - 大磯港、半年後に廃止となった甲子園フェリー：西宮港 - 津名港など）も断続的に廃止され、ETC大幅割引の影響もあり2010年（平成22年）11月15日で明石港 - 岩屋港間の航路の明石淡路フェリー（愛称「たこフェリー」）が運航休止。これでフェリー航路は全廃し、現在では明石港 - 岩屋間の航路の淡路ジェノバライン（小型高速艇、人と自転車のみ乗船可）が残っているものの、同船舶に載せることができず橋を通行することもできない125cc以下のバイク等が海峡を横断できない状況となっており、対策が検討されていたが、2015年9月23日からバイク（125cc以下）用の航送が開始された。
自動車・高速バス
明石海峡大橋開通により自動車道で直接的に神戸 - 淡路 - 鳴門が結ばれたため、本州 - 淡路・四国間を移動する流れが大幅に変わった。
明石海峡大橋の神戸側に到達するまでの道路も充実したことや、大橋の神戸側出入口付近にバス停留所（舞子バスストップ）も設置されたことから、兵庫県側からの移動環境が劇的に改善され、京阪神と淡路島・四国を結ぶ高速バスが次々と開設されている。高速バスは、瀬戸大橋とは異なり、並行する鉄道路線がないため、増便が繰り返されてきた。時間面・運賃面双方で優位に立つ高速バスが徳島対阪神では主体となっているのみならず、遠方の松山・高知方面に関しても利用客を捉えている。京都・大阪・神戸都心からの利用客も多いが、淡路島での高速バスの利用客も非常に多い。
大橋を経由する高速バス事業者のうち、本四海峡バスや、高松エクスプレス（フットバス）は、船舶失業者対策の側面をもって新たに設立されたバス会社である。
鉄道
元々、本州側の大橋の直下には古くからJR西日本（JR神戸線）と山陽電鉄（本線）の二つの鉄道路線が通っており、大橋の直下に位置する既存の鉄道駅（JRは舞子駅、山陽電鉄は舞子公園駅）と大橋上の高速バス停留所とを直結させることで、鉄道によるアクセスも容易となっている。また、大橋の開通に合わせてそれまで普通列車のみが停車していた両駅に速達列車が停車するようになった（舞子駅へのJR神戸線快速停車は1998年、舞子公園駅への山陽電鉄本線の直通特急停車は2001年）。
航空路
大橋開通前は大阪地区の空港（大阪国際空港又は関西国際空港）からは四国4県の空港（高松空港・徳島飛行場・松山空港・高知空港）全てに路線があったが、大橋開通後に高松・徳島の路線は廃止されている。

## 四国新幹線
歴史の項で述べたとおり、社会経済情勢、国鉄の財政事情への配慮等を勘案し、当初の道路・鉄道併用橋から道路単独橋に設計変更して建設された。そのため、児島・坂出ルートの瀬戸大橋や神戸・鳴門ルートのもう一方の橋である大鳴門橋と異なり、明石海峡大橋に鉄道を通すことは困難だった。また「神戸・鳴門ルートの調査の出足はよかったが、明石海峡大橋の架橋の困難さは他の架橋に比べて格段の差があった。」「これは当面、早期に完成すべき道路鉄道併用ルートを選ぶとすれば、児島・坂出ルートなりと受け止めてもよい。」とされるように、架橋の技術的理由により、鉄道併用橋としては児島-坂出ルートが先行していた。
高橋国一郎元建設事務次官は「一ルートに絞るならば一番経済性の高い明石〜鳴門ルートにすべきですが、これは今でこそいいますが、あの当時はまだ明石海峡に橋をかけることは技術的に困難だったのです。真ん中の児島〜坂出ルートならできますし、もう一つは鉄道が非常に強く希望していましたからね。鉄道をのせるのにはやはり真ん中のルートしかなかったのです。」と述べている。
なお、本四淡路線は、当初は在来線と新幹線の両方が検討された（その両方の路線図が「道路」1973年（昭和48年）1月号「本州四国連絡橋の計画」に掲載されている。）。しかし、横田英男・本州四国連絡橋公団鉄道課長は、「本州側では山陽本線との取付が困難」「四国側では、鳴門線、高徳線など在来線の改良を行わない限り機能を発揮しえない」「高松、松山などへの大幅な時間短縮が期待しえない」「従来の貨物輸送経路を一新することとなる」「明石海峡大橋に重量貨物列車を載荷すると急激に不連続な角折れとなり走行安全上問題かつ技術上困難性も増す」という理由をあげ、神戸-鳴門ルートについては、列車重量が比較的軽く、輸送効果の高い新幹線としたと述べている。その起終点は「山陽新幹線新神戸駅西方の白川峠付近」「高徳本線吉成駅付近」を想定していた
四国新幹線を含む新幹線の基本計画区間は、1973年（昭和48年） に決定されたが、「12新幹線は大赤字」「中央除き総合黒字メドなし」と報道されるなど、当初から採算性が疑問視されていた。
1978年（昭和53年）3月9日に建設・運輸・国土3庁は、大鳴門橋の道路単独橋への変更を固め、4月に鉄道建設審議会にて削除することとした。「国鉄財政が悪化しているのに、開通の見込みの立たない鉄道を併設するのはおかしい」との異論が以前から政府部内にあったものである。
住田正二運輸省鉄道管理局長（当時）は「新幹線の併用橋を造るには、全部の新幹線計画が決まらなければならない。大鳴門橋はともかく世界最長のつり橋になる明石海峡大橋に新幹線を乗せることは、騒音対策も含め、技術的に極めて困難だ。それに新幹線はいつできるかわからない。21世紀までむずかしいという見方もある。併用橋にすると赤字の国鉄が約4割の費用を負担し、利子だけでも大変。21世紀まで通らないなら、そのときに別にトンネルを掘った方が安くつく」と説明している。
このように神戸―鳴門ルートへの鉄道敷設については非常に厳しい見方のなか、大鳴門橋は「鉄道を載せるために将来でもできる仕事は、今回は極力やるまい、鉄道を載せるための手当ては最小限のことしかやっておくまい」ということで単線載荷での鉄道工事がなされることとなった。
一方、国鉄の財政は深刻度を増しており、臨時行政調査会でも、本州四国連絡橋への鉄道建設が取り上げられている。その際、国鉄OBの角本良平は、「本四連絡橋の上にレールを乗せるのは何事かと思う。それだけで、四国の管理局で生じているのと同額の300億～400億円の赤字が出る。」と述べた。臨時行政調査会は、1982年（昭和57年）7月の第三次答申で「進行中の大規模プロジェクト(青函トンネル、本州四国連絡鉄道)については、完成時点において分割会社(国鉄)の経営を圧迫しないよう国は措置する。」こととした。その後、国鉄再建監理委員会は、児島-坂出ルートの鉄道敷設工事をとりやめることを緊急提言に盛り込むよう中曽根康弘首相に働きかけたが、「国鉄以外の事業主体が行う国鉄関係の設備投資についても徹底した見直しを行い、さらに工事規模の抑制及び工事費の節減に努めるべきである」という文言に留まった。
明石・鳴門架橋促進議員連盟（原健三郎会長）は1984年（昭和59年）10月17日に政府に対し同大橋を道路単独橋として早期着工するよう求めた要望を決議したが、その際に、鉄道省・運輸省OBの細田吉蔵運輸相は「明石大橋は四国新幹線を通す道路、鉄道併用橋の計画だが、現在の国鉄の財政事情、鉄道の採算性からすると併用橋は非常に困難である。道路単独橋にするのに足を引っ張ることは避けたい」と計画変更もやむを得ないとの考えを示した。同議員連盟は、あわせて「鉄道についてはトンネル工法を採用し、その実施調査を促進する」ことも決議している。
そして、「その後の社会経済情勢、国鉄の財政事情等を勘案し、国土、運輸、建設三省庁で協議のうえ、1981年6月建設省から道路単独架橋の可能性等についても所要の調査検討を行うよう指示された。」
これを受け、「昭和60年4月に調査結果の報告がなされた。この報告をもとに、60年8月、国土庁長官、建設大臣、運輸大臣の3大臣により道路単独橋として整備する方針が合意された。」10月には国鉄の分割、民営化方針が閣議決定されている。
大鳴門橋は最低限の鉄道設備を備えて1985年（昭和60年）6月に供用開始したが、そのわずか2ヶ月後に明石海峡大橋を利用した神戸―鳴門ルートへの鉄道敷設は行わないことが決定されたことになる。
なお、井上孝元建設事務次官・国土庁長官は「明石海峡をやめたのは、やはりあれだけの長大吊り橋になると、たわみが大きくて吊り橋のジョイントというのか、あそこで非常に危険があるというようなのが最後の決め手になったみたいでやめましたけれども」と述べており、技術的困難性が明石海峡大橋への鉄道敷設断念の最後の決め手であったと指摘している。
また、本州四国連絡橋公団総裁だった山根孟は、「トンネルにする案では、水深100mの明石海峡の下をトンネルで通っても、明石海峡大橋に乗せても、鉄道の規格にもよりますが、神戸の駅に取り付かないのですね。」と明石海峡をトンネルによって鉄道敷設することの困難性を述べるとともに、「明石はもう現にやめてしまったわけだ、当分はね。ただ、夢は消さないけれども、多分できないでしょうね。」「備讃線でもう十分行けると思うのですよ」と見通しを述べている。